# Igreja Cristã Reformada em Myanmar
A Igreja Cristã Reformada em Myanmar (em inglês: Christian Reformed Church in Myanmar ) é uma denominação reformada continental, confessional e calvinista  em Myanmar. Foi fundada em 1985, pelo Rev. Chan Thleng, anteriormente ordenado na Igreja Presbiteriana em Myanmar, depois de ter estudado teologia no Seminário Teológico Calvino em Grand Rapids.

## História
O Rev. Chan Thleng, anteriormente pastor da Igreja Presbiteriana em Myanmar, ausentou-se do país para estudar teologia. Depois de ter estudado teologia no Seminário Teológico Calvino, em Grand Rapids, da Igreja Cristã Reformada na América do Norte, conheceu a Fé Reformada. Após retornar ao país, em 1985, fundou a Igreja Cristã Reformada em Myanmar.
A denominação se espalhou pelo país e em 2004 era formada por 50 igrejas e 5.000 membros.

## Doutrina
A denominação subscreve as Três Formas da Unidade (Confissão Belga, Catecismo de Heidelberg e Cânones de Dort).

## Relações inter eclesiásticas
A denominação é membro da Comunhão Mundial das Igrejas Reformadas, Fraternidade Reformada Mundial e Fraternidade das Igrejas Presbiterianas e Reformadas em Myanmar.
A denominação tem relacionamento de igreja-irmã com a Igreja Cristã Reformada na América do Norte.